# Tracy Duncan
Pour les articles homonymes, voir Duncan.
Tracy Duncan, née le 12 novembre 1971 à Winnipeg, est une rameuse d'aviron canadienne.

## Carrière
Elle est médaillée de bronze en quatre de couple poids légers aux Championnats du monde d'aviron 1993 à Račice, médaillée d'argent en skiff poids légers aux Jeux panaméricains de 1999 à Winnipeg et médaillée de bronze en quatre de couple poids légers aux Championnats du monde d'aviron 1999 à Saint Catharines.
Elle termine neuvième de l'épreuve de deux de couple poids légers avec Fiona Milne aux Jeux olympiques d'été de 2000 à Sydney.